# Schumacheria alnifolia
Schumacheria alnifolia är en tvåhjärtbladig växtart som beskrevs av Joseph Dalton Hooker och Thoms. Schumacheria alnifolia ingår i släktet Schumacheria och familjen Dilleniaceae. Inga underarter finns listade i Catalogue of Life.